# Payns
Payns – miejscowość i gmina we Francji, w regionie Grand Est, w departamencie Aube. Przez miejscowość przepływa Sekwana. 
Według danych na rok 1990 gminę zamieszkiwało 867 osób, a gęstość zaludnienia wynosiła 51 osób/km².